# Coppa Italia di Legadue 2007
La Coppa Italia di Legadue 2007 è stata la terza edizione della manifestazione. Ha vinto il titolo la Nuova AMG Sebastiani Rieti.

## Formula
Vi partecipano le prime quattro squadre classificate al termine del girone di andata della Legadue FIP 2006-2007. Semifinali e finale si svolgono il 3 e 4 marzo 2007 presso il PalaSojourner di Rieti.

## Tabellone
|  | Semifinali | Semifinali                 | Semifinali                 |                            |                | Finale         | Finale | Finale |  |
|  |            |                            |                            |                            |                |                |        |        |  |
|  | 1          | Pepsi Caserta              | 68                         |                            |                |                |        |        |  |
|  | 1          | Pepsi Caserta              | 68                         |                            |                |                |        |        |  |
|  | 4          | Carife Ferrara             | 78                         |                            |                |                |        |        |  |
|  | 4          | Carife Ferrara             | 78                         |                            | Carife Ferrara | Carife Ferrara | 61     |        |  |
|  |            |                            |                            |                            | Carife Ferrara | Carife Ferrara | 61     |        |  |
|  |            |                            | Nuova AMG Sebastiani Rieti | Nuova AMG Sebastiani Rieti | 71             |                |        |        |  |
|  | 2          | Coopsette Rimini           | Nuova AMG Sebastiani Rieti | Nuova AMG Sebastiani Rieti | 71             | 64             |        |        |  |
|  | 2          | Coopsette Rimini           |                            |                            |                |                |        |        |  |
|  | 3          | Nuova AMG Sebastiani Rieti | 73                         |                            |                |                |        |        |  |

## Verdetti
- Vincitrice della Coppa Italia: Nuova AMG Sebastiani Rieti

Formazione: Davide Bonora, Joe Smith, Patricio Prato, Marcus Melvin, Wade Helliwell, Michele Mian, Massimiliano Rizzo, Guido Rosselli, Marko Verginella, Roberto Feliciangeli. Allenatore: Lino Lardo.
- MVP: Marcus Melvin, Nuova AMG Sebastiani Rieti.